# David Nwaba
David U. Nwaba (ur. 14 stycznia 1993 w Los Angeles) – amerykański koszykarz występujący na pozycji rozgrywającego, od 2022 zawodnik Motor City Cruise.
12 lipca został zwolniony przez Los Angeles Lakers. 14 lipca 2017 został zawodnikiem Chicago Bulls. 8 września 2018 dołączył do Cleveland Cavaliers.
17 lipca 2019 podpisał umowę z Brooklyn Nets. 3 stycznia 2020 opuścił klub. 23 czerwca zawarł umowę z Houston Rockets. 17 grudnia 2022 dołączył w wynik wymiany do Motor City Cruise.

## Osiągnięcia
Stan na 13 października 2023, na podstawie, o ile nie zaznaczono inaczej.
College
- Uczestnik turnieju NCAA (2014)
- Mistrz turnieju konferencji Big West NCAA (2014)
- Koszykarz Roku Dywizji Południowej Konferencji Western State NJCAA (2013)
- Zaliczony do:
  - I składu:
    - All-California Community College Athletic Association (2013)
    - turnieju Big West (2014)

  - składu All-Big West Honorable Mention (2016)

D-League
- Zaliczony do I składu:
  - defensywnego D-League (2017)[10]
  - debiutantów D-League (2017)